# Knut Edgardt
Knut Edgardt, född 14 april 1903 i Lund, död 11 januari 1969, var en svensk svensk kompositör, kapellmästare, arrangör och musiker. Till hans mest kända melodier hör "I Örkelljunga skyttepaviljong" till text av Arne Pärson, som på norska blev I Grukkedalens dansepaviljong.  På svenska sjöngs den in av Calle Reinholdz 1950 och av Åke Grönberg 1951. 
Från åttaårsåldern turnerade han som musikaliskt underbarn och ackompanjatör och 13 år gammal var han Sveriges yngste organist. Åren 1933-39 tjänstgjorde han som kapellmästare på Hippodrome-teatern i Malmö. År 1941 kom han till Oscarsteatern i Stockholm där han var med och satte upp Blåjackor och Teaterbåten. År 1946 blev han förstedirigent vid Malmö stadsteater. Han hade också ett mångårigt samarbete med Edvard Persson som sjöng in många av Edgardts melodier och skrev också musik till dennes film Pimpernel Svensson samt gjorde grammofoninspelningar med bl.a. Ulla Billquist, Bertil Boo och Lily Berglund (Vildandens sång m.fl.). Många av de melodier han komponerade inom schlager- och populärmusiken gjordes under pseudonymerna Knut Eddy och E.W. Lewis.  Flertalet av texterna till Edgardts alster skrevs av Arne Pärson.

## Filmmusik[1]
- 1950 – Pimpernel Svensson
- 1949 – Huset nr 17